# Hombre de Gallagh

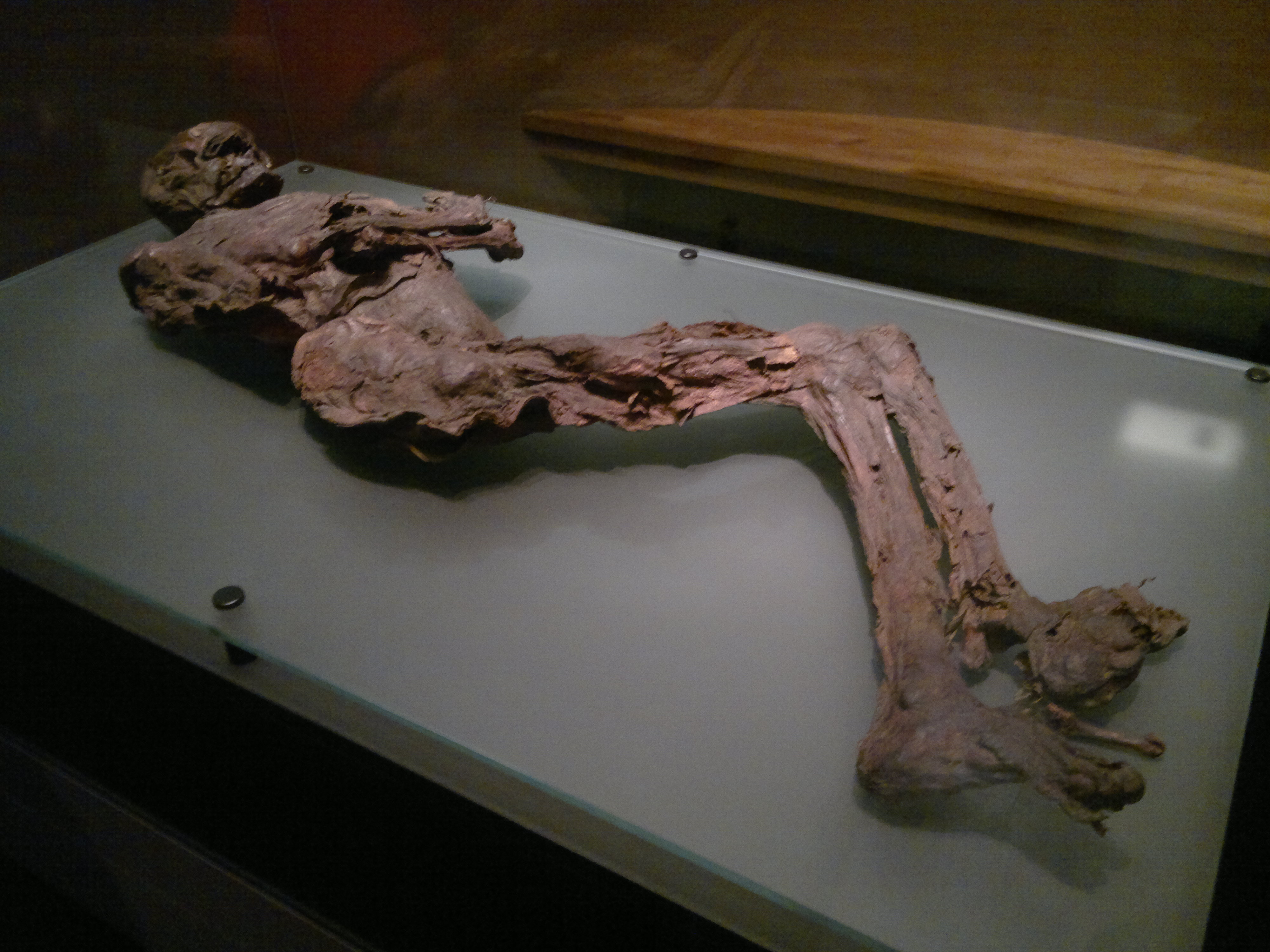
El Hombre de Callagh en el Museo Nacional de Irlanda

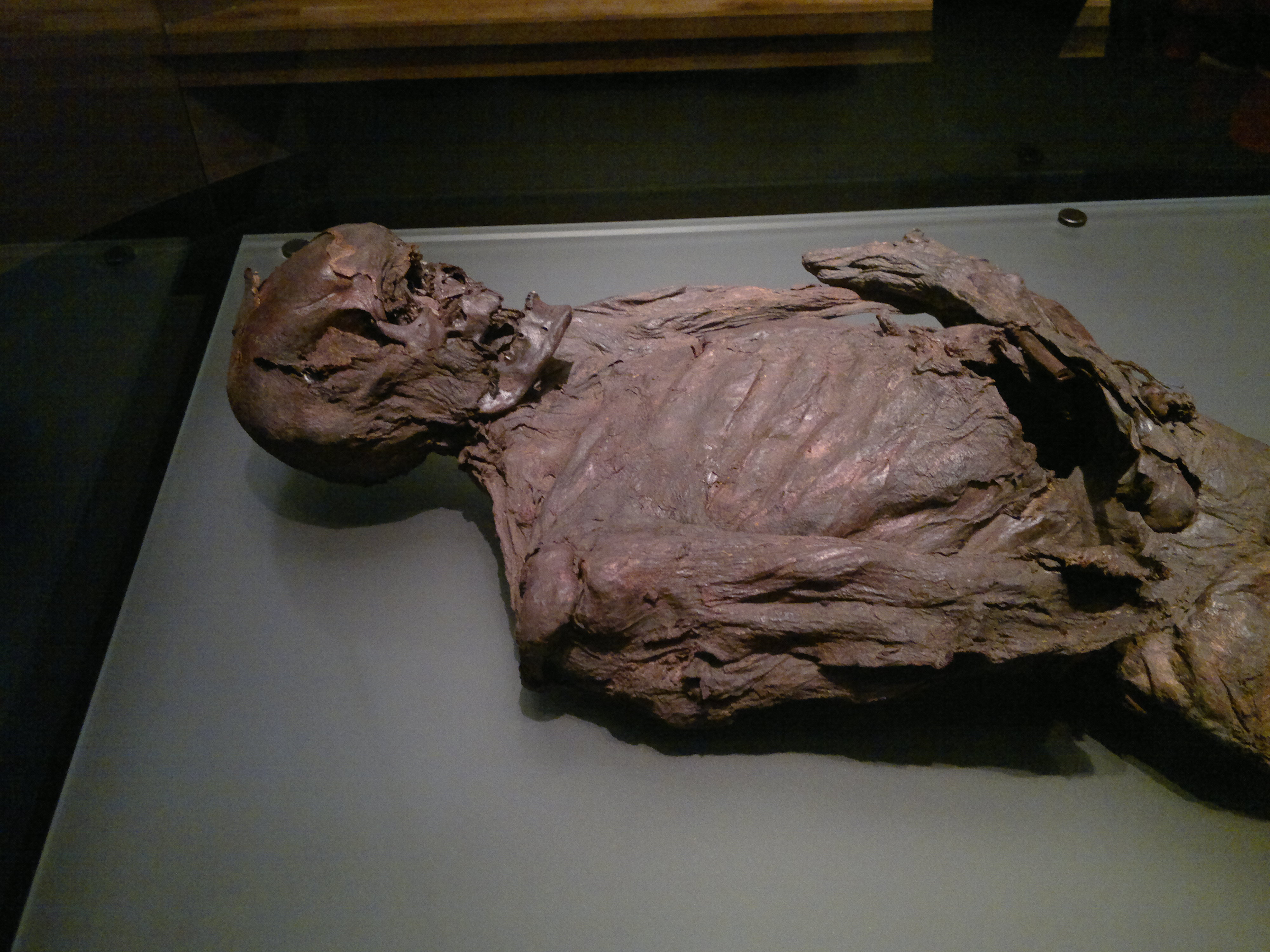

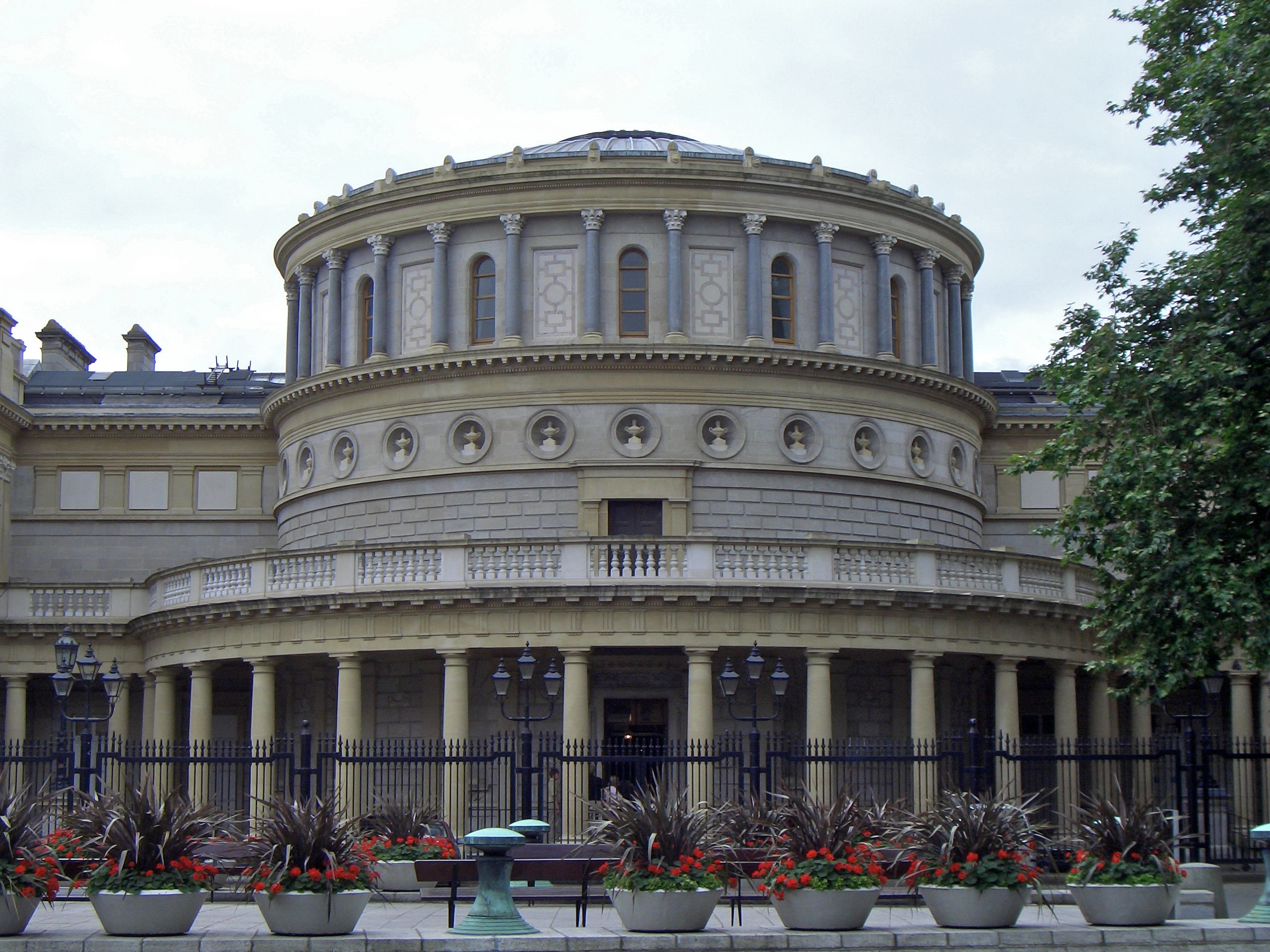
Museo Nacional de Irlanda situado en Dublín.

El Hombre de Gallagh es el cadáver de un hombre momificado que data aproximadamente del año 400-200 a. C., en la Edad de Hierro.

## Descubrimiento
El cuerpo fue descubierto en el año 1821 por unos trabajadores en una turbera pantanosa, cerca de Castleblakeney, localidad perteneciente al condado de Galway, en Irlanda.

## Características
- Momificación natural
- Causa de la muerte: fue estrangulado con unas cañas de sauce, en lo que podía considerarse como un sacrificio-ritual.
- Al lado del cadáver se encontró una capa de piel de ciervo ligada a unas cañas de sauce.

## Conservación
El Hombre de Gallaghm se encontró en buen estado de conservación debido a la protección natural que le otorgó el haber quedado enterrado dentro de una turbera aunque se deterioró al dejarlo secar completamente; fue estudiado por la Royal Dublín Society y por la Real Academia de Irlanda.
El cuerpo se encuentra expuesto en el Museo Nacional de Irlanda en Dublín.